# Nino Paula Bulling
Nino Paula Bulling (* 1986 in Berlin) ist eine nichtbinäre Person, die durch Comic-Veröffentlichungen bekannt wurde, die im Genre Comic-Journalismus eingeordnet werden können. Im Jahr 2012 erschien Bullings erster umfangreicher Comic Im Land der Frühaufsteher, der sich mit dem Alltag von Asylbewerbern in Deutschland beschäftigt. 2017 folgte Lichtpause, in dem ein Spaziergang durch Algier dargestellt ist. Gemeinsam mit Anne König veröffentlichte Bulling 2019 Bruchlinien: Drei Episoden zum NSU. Mit abfackeln präsentierte Bulling im Jahr 2022 erstmals keine Reportage, sondern ein persönlich geprägtes Werk.

## Leben und Werk
Bulling wurde 1986 in Berlin geboren und studierte Illustration an der Burg Giebichenstein Kunsthochschule Halle. Zunächst galt Bullings Interesse der Keramik und richtete sich erst während des Studiums auf Comics, nachdem der Comic-Künstler ATAK die Professur für Illustration übernommen hatte. Bis 2020 veröffentlichte Nino unter dem Namen Paula Bulling. Kürzere Comics und Illustrationen von Bulling erschienen in unterschiedlichen Anthologien und Zeitschriften. Die Bilder zu dem Dossier Sinti und Roma in Europa der Bundeszentrale für politische Bildung, das aus mehreren frei zugänglichen Beiträgen besteht und im Februar 2014 herauskam, stammen von Bulling. In der Reihe mini kuš der lettischen Comic-Anthologie kuš erschien im Oktober 2017 der Kurzcomic Share The Love in englischer Sprache, den Bulling zusammen mit Nina Hoffmann schuf. Für die achtteilige Artikelserie Es ist Liebe, nur anders, die von März bis April 2018 im Süddeutsche Zeitung Magazin publiziert wurde, steuerte Bulling die ergänzenden Zeichnungen bei. Gelegentlich übersetzt Bulling Comics aus dem Französischen, etwa Das Spiel der Schwalben von Zeina Abirached.
Mit Im Land der Frühaufsteher erschien Bullings erster langer Comic 2012 beim avant-verlag; der Titel wurde durch einen gleichnamigen Werbespruch des Bundeslands Sachsen-Anhalt angeregt. Die Comic-Reportage widmet sich der Situation und dem Alltag von Asylbewerbern, die in Halle und Umgebung in Flüchtlingsunterkünften untergebracht waren. Ausgangspunkt der gut sechsmonatigen Recherche vor Ort war eine Veranstaltung syrischer Menschenrechtsaktivisten, die Bulling im Sommer 2008 besuchte. Bulling betont, dass die dargestellten Szenen sich so ereignet hätten, wie im Comic dargestellt, für die gewählte Reihenfolge spielten aber auch dramaturgische Aspekte eine Rolle. Zu den behandelten Themen gehören unter anderem der schlechte Zustand von Unterkünften, Residenzpflicht (wodurch die Bewegungsfreiheit selbst für einfachste Erledigungen maßgeblich eingeschränkt wird), Isolation, mangelhafte Integrationsmaßnahmen, latenter Alltagsrassismus, eine drohende Abschiebung oder bürokratische Hindernisse und Vorbehalte. Das Alter Ego „Paula“ sollte im Comic keine rein deskriptive Position einnehmen, weswegen Bulling ebenfalls die eigene „weiße“ Perspektive und den Umstand, nach den Gesprächen mit geflüchteten Menschen in ein privilegiertes Leben zurückkehren zu können, problematisiert. Für die Zeichnungen verwendete Bulling Bleistift, Filzstift, Ölkreide und Tusche. Bezüglich des Mediums Comic reizte Bulling der „Kontrast zwischen dem ernsten Thema und der scheinbar leichten Form“.
Im Jahr 2017 folgte Bullings zweites Werk Lichtpause bei Rotopol. Der Kurzcomic schildert vom frühen Morgen bis in die späte Nacht einen Tag in Algier. In dem Reisebericht geht es beispielsweise um den Verkehr, das Meer, alltägliche Gewalt oder Architektur. Bulling arbeitete an Lichtpause während zweier Aufenthalte in der Hauptstadt von Algerien, die zwischen September 2016 und April 2017 stattfanden. Der Comic setzt sich aus 38 Illustrationen im Kleinformat zusammen, die mit Buntstift gezeichnet und in Blau-, Gelb-, Orange- und Rottönen gehalten sind. Der Text, der einen Spaziergang durch Algier schildert, ist wie ein Brief an einen Freund als „grafisches Gedicht“ gestaltet.
Für Bruchlinien: Drei Episoden zum NSU arbeitete Bulling mit Anne König zusammen. Gemeinsam verfassten sie das Skript, Bulling verantwortete die Illustrationen. Der Comic wurde 2019 von Spector Books veröffentlicht und beschäftigt sich mit den Morden des Nationalsozialistischen Untergrunds (NSU). Im Mittelpunkt stehen drei Frauen, die in der Aufarbeitung rund um den NSU eher wenig beachtet wurden. Susann Eminger lieh Beate Zschäpe mehrfach ihre Krankenkassenkarte, als diese untergetaucht war. Eine Mitarbeiterin des Verfassungsschutzes, ihr Deckname lautet Sibylle, versuchte erfolglos zu verhindern, dass Akten über V-Männer vernichtet werden, nachdem der NSU aufgeflogen war. Als drittes stellt der Comic Gamze Kubaşık vor, die als Tochter eines der Mordopfer vor Gericht aussagte. Den Figuren, die mit einer feinen Linienführung in Schwarz-Weiß gezeichnet sind, stellt Bulling Farbflächen in klaren Blau-, Ocker- und Rottönen gegenüber. Die Flächen grenzt Bulling nicht durch Linien ab, sondern lässt diese offen. Für ihre Recherche führten Bulling und König 2018 und 2019 Interviews mit Beteiligten und Beobachtern des NSU-Prozesses, die im zweiten Teil des Comics abgedruckt wurden. Für diese Hälfte wird ein etwas dunklereres Papier verwendet, das die beiden Teile auch optisch voneinander abhebt.
Mit abfackeln erschien 2022 bei Edition Moderne Bullings erster persönlich geprägter und bis dahin umfangreichster Comic. Im gleichen Jahr veröffentlichte der Verlag in Zusammenarbeit mit Colorama Books eine englische Ausgabe als firebugs. Bulling arbeitete etwa zwei Jahre lang an dem Werk; ungefähr ein Jahr im Schaffensprozess erhielt Bulling die Einladung zur documenta fifteen. Im Mittelpunkt der Geschichte steht das Paar Lily und Ingken. Während Lily mit sich im Reinen zu sein scheint, fühlt sich Ingken nicht mehr als Frau. Unterstützt von Lily ist Ingken auf der Suche nach einer neuen, selbstbestimmten Identität. Die persönliche Entwicklung findet vor dem Hintergrund der globalen Erwärmung statt. Die skizzenhaft wirkenden Tuschezeichnungen sind in Schwarz-Weiß gehalten, für einige Elemente des Comics verwendet Bulling allerdings ein kräftiges Rot, unter anderem beim Lettering und für die Panelränder.
Bulling lebt in Berlin und ist dort Teil eines Finanzkollektivs. Gemeinsam mit vier weiteren Personen werden die individuellen Einnahmen gleichmäßig unter den Mitgliedern verteilt. Der Zusammenschluss folgt dem Prinzip des „Lumbung“, einer gemeinschaftlichen Nutzung von Ressourcen, und sei „auch dafür da, solche Formen von gesellschaftlicher Ungleichheit, wie Erben es produziert, auszugleichen“.

## Veröffentlichungen (Auswahl)
- Im Land der Frühaufsteher. Avant-verlag, Berlin 2012, ISBN 978-3-939080-68-8.
- Lichtpause. Rotopol, Kassel 2017, ISBN 978-3-940304-21-6.
- Bruchlinien: Drei Episoden zum NSU zusammen mit Anne König. Spector Books, Leipzig 2019, ISBN 978-3-95905-298-6.
- abfackeln. Edition Moderne, Zürich 2022, ISBN 978-3-03731-234-6.
  - firebugs. Colorama Books und Edition Moderne, Berlin 2022, ISBN 978-3-03731-236-0.

## Ausstellungen
Im Rahmen der Veranstaltung „Panel Walks“ beim Hamburger Comicfestival wurden Auszüge aus Bruchlinien als Teil der Impossible Library am 2. Oktober 2020 ausgestellt. König war als Gast vor Ort. Am 5. Oktober des folgenden Jahres veranstaltete das Kulturzentrum Bahnhof Langendreher in Bochum eine Lesung mit anschließender Ausstellung zu Bruchlinien. Sowohl Bulling als auch König nahmen an der Veranstaltung teil, die durch das Bundesprogramm „Neustart Kultur“ gefördert wurde.
Ursprünglich sollten 2021 die Originalzeichnungen von Lichtpause im Dieselkraftwerk Cottbus gezeigt werden, was aufgrund der COVID-19-Pandemie nicht möglich war. Stattdessen wählte das Brandenburgische Landesmuseum für moderne Kunst 13 Motive aus, um sie als großformatige Unikatsplakate zu reproduzieren. Diese wurden vom 5. bis zum 30. März 2021 in der Altstadt von Cottbus präsentiert. Die Bilder waren in Schaufenstern von Gastronomien, die wegen der Pandemie geschlossen waren, sowie dem Rathaus zu sehen.
Vom 18. Juni bis zum 25. September 2022 präsentierte Bulling abfackeln in der Hafenstraße 76, einem der 32 Standorte der documenta fifteen in Kassel. Für die Installation zeichnete Bulling mit Pinseln und schwarzer Tusche auf große, rechteckige Seidentücher. Die Bilder greifen den Inhalt von abfackeln auf und erweitern ihn, beziehen sich dabei aber eher lose auf die Handlung des Comics. Für die Ausstellung hingen die Tücher frei an roten Metallgittern, die den Panelumrandungen des Comics nachempfunden sind. Außerdem editierte Bulling im Rahmen der documenta fifteen zusammen mit Nour Hifaoui und Joseph Kai, beide Mitglieder des libanesischen Künstlerkollektivs Samandal Comics, eine Anthologie queerer und trans Comiczeichner. Insgesamt trafen sich zwölf Comic-Künstler zu einem gemeinsamen Workshop in Göttingen und Kassel, der in Kooperation mit dem Kunsthaus Göttingen und dem Steidl Verlag ausgerichtet wurde, um die Anthologie zu erarbeiten. Für die Beiträge ist eine Printveröffentlichung als Samandal geplant. Bulling nutzte die Plattform der documenta fifteen ebenfalls, um die Gründung einer Comicgewerkschaft anzukündigen. Zur Veranstaltung erschien eine Zeitung mit 60 Seiten Umfang, in der Comics, Interviews und ein Manifest enthalten sind.
Die Galerie 21 im Vorwerkstift zeigte zwischen dem 30. September und 2. Oktober 2022 abfackeln im Rahmen des Comicfestivals Hamburg. Für die Ausstellung entwickelte Bulling eine begleitende Installation im Raum.

## Kritiken
Am Ende von Bullings erstem Comic Im Land der Frühaufsteher bleibe „ein gutes Stück Desillusion“, schreibt Isabelle Daniel für n-tv, womit Leser und Bulling etwas gemeinsam hätten. Das Werk zeige „jede Menge Hoffnungslosigkeit […], aber auch den Kampf vieler Asylbewerber um die Bewahrung der eigenen Würde“. Für Laura Wösch bei AvivA zeichnet Im Land der Frühaufsteher „ein popkulturelles Bild unerträglicher Lebensumstände“. Der Werbeslogan von Sachsen-Anhalt wirke als Titel „über das Alltagsleben von AsylwerberInnen fast schon zynisch“. Das Leben in einer Asylunterkunft gleiche, wegen „dessen Abgeschiedenheit und der räumlichen Einschränkung, eher einem Gefängnisalltag“. Bulling stelle eindrucksvoll in Bildern „eben dieses Dilemma der Alltäglichkeit, das Leben in einer gesellschaftlichen Grauzone“ dar.
Bruchlinien: Drei Episoden zum NSU von Bulling und König zeige, „wo die Bruchlinien der deutschen Demokratie und der damit verbundenen Rechtssicherheit liegen“: Ermittlungen und Aufarbeitung funktionierten so schlecht, „weil rechter Terror nicht für möglich gehalten wurde“. Weiterhin hält Andrea Heinze beim Rundfunk Berlin-Brandenburg fest, die Details des Comics seien gut recherchiert. Comic und Interviews könnten beide für sich alleine stehen, zusammen „entwickeln sie eine besondere Wucht“. Damit sei der Comic wie „ein emotionaler Schlüssel, der die Informationen des zweiten Teils noch interessanter werden lässt“. In ihrer Rezension auf kritisch-lesen.de schließt sich Rebekah Manlove der Einschätzung an, dass sich Comic und Interview gut ergänzten, „denn im einen wird die Empathielosigkeit des Richters bei der Verhandlung gezeigt, im anderen weiter ausgeführt“. Dabei unterliege der NSU-Prozess in allen drei Beiträgen Kritik, zum Beispiel durch die Einschätzung, dass sich der Richter „gegenüber der Situation der Neonazis empathischer zeigte als gegenüber den Angehörigen ihrer Opfer“, oder das häufig als gering wahrgenommene Strafmaß der Verurteilten. Auch wenn der Comic optisch ansprechend gestaltet sei, könne dieser ohne Vorwissen möglicherweise schwierig zu verstehen sein. Trotzdem gelinge es den Machern, „in den einzelnen Episoden jeweils eine eigene Atmosphäre zu kreieren“. Eine besondere Stärke sei die „Vielfalt der darin versammelten Perspektiven“. Antje Weber beschreibt Bruchlinien: Drei Episoden zum NSU in der Süddeutschen Zeitung als „hochpolitischen und hochinteressanten, auf den ersten Blick aber auch ein bisschen sperrig wirkenden Band“. Insbesondere die dritte Episode, die sich Gamze Kubaşık widmet, sei „besonders erschütternd zu lesen“. Angehörige der Mordopfer seien wegen ihres Migrationshintergrunds von der Polizei verunglimpft und tendenziös befragt worden, selbst vor Gericht mussten sie sich „offensichtliche Bemerkungen anhören, die sich nicht nur als herablassend, sondern als rassistisch einordnen lassen“.
Jule Hoffmann beschreibt abfackeln bei Deutschlandfunk Kultur als einen aufwendig gestalteten Band, der von der „Beziehung zwischen Lily und Ingken, die sich nicht mehr als Frau fühlt, von persönlichen Krisen und Umbrüchen, von Intimität, Liebe und Freundschaft“ erzähle. So wütend der Titel auch klingen möge, so „zögerlich und poetisch ist sein Inhalt“. Zur englischen Ausgabe firebugs hält Brain Nicholson in The Comics Journal fest, die Texturen seien vielfältig, die Pinselstriche zielsicher und anmutig. Dass sowohl Gesichter als auch Körper der Figuren keiner traditionellen Schönheitsnorm folgten, wertet er als bewusste Entscheidung von Bulling. Die Bildkompositionen böten insgesamt genug Tiefe, um Momente der Stille zuzulassen, so dass Leser darüber nachdenken könnten, was die Figuren gerade fühlen und warum.

## Auszeichnungen
2018 erhielt Lichtpause einen ICOM Independent Comic Preis in der Kategorie „Herausragendes Artwork“.
Bruchlinien: Drei Episoden zum NSU wurde im Januar 2020 bei rbbKultur im Themenbereich Literatur als „Comic des Monats“ prämiert.